# Apologize
"Apologize" je pjesma koju je napisao Ryan Tedder za prvi samostalni album Dreaming Out Loud sastava OneRepublic. Remix verzija nalazi se na Timbalandovom albumu Shock Value i na deluxe izdanju albuma Dreaming Out Loud.
Pjesma je bila najveći radijski hit u povijesti radijske ljestvice Top 40 u Sjevernoj Americi s 10.331 izvođenja u jednom tjednu. Taj rekord je srušila pjesma "Bleeding Love" britanske pjevačice Leone Lewis, koju je također napisao Ryan Tedder.
Pjesma je bila glavni hit i u ostalim država svijeta dospijevši na broj jedan u 16 država, uključujući Australiju, Austriju, Njemačku, Italiju, Novi Zeland, Švedsku, Egipat, Tursku i Nizozemsku. Također je ostala na broju jedan američke ljestvice Billboard Pop 100 osam tjedana uzastopno. Plasirala se među top tri ljestvice Billboard Hot 100 te je provela trinaest tjedana na vrhu kanadske ljestvice Canadian Hot 100. Pjesma "Apologize" prodana je u preko 4.747.000 primjeraka u SAD-u do danas.
Pjesma "Apologize" plasirala se na broj 50 konačne liste svevremenske top ljestvice Billboard Hot 100 All-Time Top Songs povodom 50. godišnjice ljestvice Billboard Hot 100. Provela je 25 tjedana uzastopno među top 10. Također se plasirala na broj 10 Billboardove ljestvice pjesama desetljeća Billboard's Hot 100 Songs of the Decade. "Apologize" ostaje najveći hit OneRepublica u SAD-u do sada te njihova jedina pjesma koja je dospjela među top 10 pjesama ljestvice Billboard Hot 100.

### Glazbeni video
Originalni glazbeni video za pjesmu, koji nije službeno objavljen, prikazuje Teddera kako pjeva dok svira klavir.

## Remix
Remix pjesme uključuje dodatnu liniju udaraljki te dodatne uzorke uz auto-tune preradu zvuka te razne druge manje izmjene.

## Glazbeni video
Službeni glazbeni video za remix pjesme snimljen je 19. rujna 2007. godine, a premjerno je prikazan početkom kolovoza. Video je režirao Robert Hales, a sniman je u studiju za snimanje te prikazuje Ryana Teddera i ostale članove benda dok izvode pjesmu. U videu se također prikazuju scene s dočeka Nove godine. Druga verzija videa, koji je isto režirao Robert Hales, prikazuje Timbalanda kako prerađuje pjesmu u studiju dok je OneRepublic izvodi.
Europska verzija glazbenog videa sadrži isječke iz njemačkog filma Keinohrhasen u kojem glumi Til Schweiger.
Japanska verzija sastoji se od istog snimka kao i originalni, ali ima više scena iz različitih kutova kamere. Također prikazane su usporene snimke ljudi kako padaju i lebde u zraku.

## Popis pjesama
CD singl
1. "Apologize (Remix)" (Radio edit)
2. "Apologize (Remix)" (Album version)
3. "Give It to Me" (Laugh at 'Em Remix)

Europski CD singl
1. "Apologize (Remix)" (Radio edit)
2. "Apologize" (Album version)
3. "The Way I Are" (OneRepublic Remix)
4. "Apologize (Remix)" (Video)

Britanski CD singl
1. "Apologize (Remix)" (Album version)
2. "Give It to Me" (Laugh at 'Em Remix) (Radio edit)

Australski CD singl
1. "Apologize" (Timbaland feat. OneRepublic) − 3:06
2. "Apologize" (OneRepublic Version) − 3:27

## Top liste
| Top liste (2007./2008.)                     | Najviša pozicija |
| ------------------------------------------- | ---------------- |
| Australija                                  | 1                |
| Austrija                                    | 1                |
| Belgija (Flandrija)                         | 2                |
| Belgija (Valonija)                          | 2                |
| Kanada                                      | 1                |
| Danska                                      | 2                |
| Nizozemska                                  | 1                |
| Finska                                      | 4                |
| Francuska                                   | 7                |
| Njemačka                                    | 1                |
| Irska                                       | 2                |
| Italija                                     | 1                |
| Novi Zeland                                 | 1                |
| Norveška                                    | 2                |
| Romanian Top 100                            | 2                |
| Rumunjska                                   | 1                |
| Rusija                                      | 2                |
| Španjolska                                  | 1                |
| Švedska                                     | 1                |
| Švedska                                     | 1                |
| Turkey Top 20 Chart                         | 2                |
| UK Singles Chart                            | 3                |
| SAD Billboard Hot 100                       | 2                |
| SAD Billboard Hot Adult Contemporary Tracks | 1                |
| SAD Billboard Hot R&B/Hip-Hop Songs         | 1                |
| SAD Billboard Pop 100                       | 1                |